# آنا زاپوروزانووا
 آنا زاپوروزانووا (اوکراینی: Анна Олександрівна Запорожанова؛ زادهٔ ۹ اوت ۱۹۷۹) یک تنیس‌باز اهل اوکراین است. 